# Iriê
Iriê é uma banda brasileira de reggae, formada em Florianópolis, estado de Santa Catarina.

## O inicio (1998)
O Iriê (expressão jamaicana que quer dizer "energia positiva") foi formado no ano de 1998 quando, de forma independente, lançou seu primeiro CD: Ao Vivo no Atol.

## Segundo disco e balakubatuki (2001)
Em 2001, o grupo lança o álbum Translatação, que conta com a participação de quatro meninos da Casa da Liberdade, entidade de Florianópolis no qual o grupo mantém o projeto Balakubatuki, o qual ensina crianças da periferia da cidade a tocar instrumentos de percussão. Destaque para as faixas Nativas, Reggae todo dia, Fortaleza e Mas tem fé.

## Terceiro disco
O CD lançado em 2004, Vamos Passear, deu início à projeção nacional do Iriê. Destaque para as faixas Meu bem, Vamos passear, Gesto de amor e Litoral

## Quarto disco e Warner Music
Em 2007, o Iriê lançou um álbum homônimo - Iriê - pela gravadora Warner Music. Destaque para as faixas Raizes, Cor do mar, Nayambing blues e Nativas (com participação do armandinho).

## Quinto disco
Em 2011 lançou o disco "Melhor do que eu sou" produzido por JR.Tostoi e gravado no Rio de Janeiro, em meio a Gravação do disco Christian feel (guitarrista e violinista) sai da banda.

## Singles e DVD (2013-2014)
No começo de 2013 Iriê lança a musica Viver Floripa, composição de Cléo Borges, que foi tema de verão da RBS.
No final de 2013 Iriê lança a musica Você Nem Viu, composição de chico martins (dazaranha) que tem a participação dele nas guitarras.
Em 2014 o Iriê lança o DVD Reggae Todo Dia, com destaque para as participações de Chico Martins, Guilherme Ribeiro, Daniel Lucena e Eltin.

## Gazu & Iriê (2016-2017)
Em 2016 o Iriê tem a baixa do vocalista Rô conceição e se junta com gazu (ex-dazaranha) para o projeto Gazu & iriê
em 2017 o CD é lançado, destaque para as faixas Nossa arma, Partiu Floripa e O Mar.

## Renovaçao (2018)
Em 2018 o Iriê se renova e se junta com Valdinei (Vocalista) para gravar um novo disco, lançaram um single "Amor pela Ilha"

## Integrantes
- Christian Feel - Violino e Guitarra
- Isaias - Voz
- Cauê Bastos - Guitarra e Back vocal
- Cléo Borges - baixo e voz
- Sérgio Sant'anna - teclado
- Daniel da luz  - Percussão e voz
- Luis Sants - Bateria

## Ex-integrantes
- Rô Conceição - voz e guitarra
- Daniel "Gafa" - bateria

## Discografia
- 1998 - Ao Vivo no Atol - Iriê Produtora
- 2001 - Translatação - Iriê Produtora
- 2004 - Vamos Passear - Orbeat Music
- 2007 - Iriê - Warner Music
- 2011 - Melhor Do Que Eu Sou - Iriê Produtora
- 2014 - DVD Reggae todo dia